# صموئيل ارين كاري
صموئيل ارين كاري (بالإنجليزية: Samuel Warren Carey)‏ هو جيولوجي أسترالي، ولد في 1 نوفمبر 1911 في كاملبتاون في أستراليا، وتوفي في 20 مارس 2002 في هوبارت في أستراليا.

## وصلات خارجية
- صموئيل ارين كاري على موقع الموسوعة البريطانية (الإنجليزية)